# Elia Rigotto

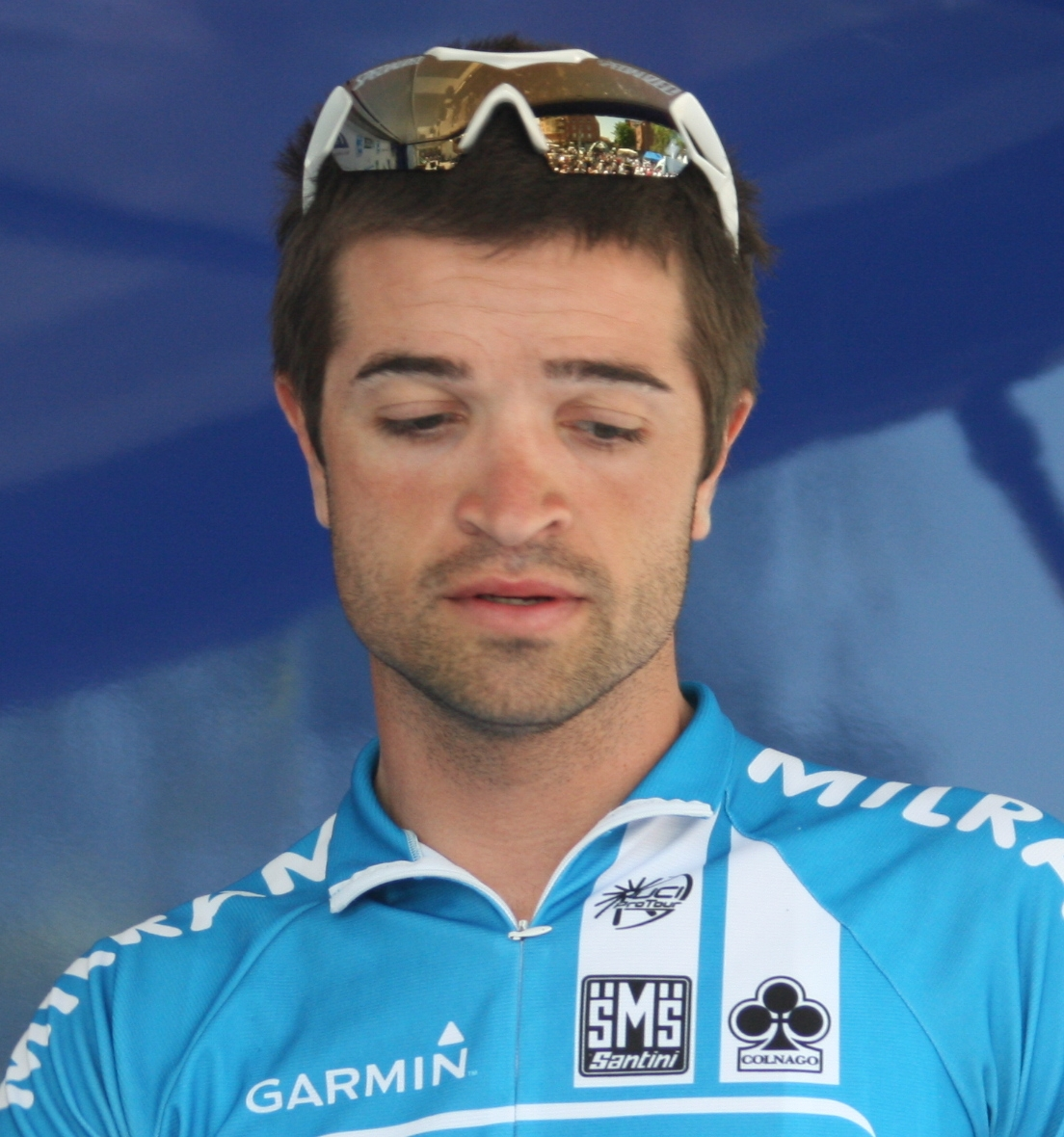
Elia Rigotto (2008)

Elia Rigotto (* 4. März 1982 in Vicenza) ist ein ehemaliger italienischer Radrennfahrer.
Elia Rigotto siegte 2004 bei einigen U23-Rennen: So gewann er die Trofeo Zssdi, den GP Joseph Bruyère und drei Etappen des Giro delle Regioni. 2005 erhielt er einen Profivertrag bei dem italienischen ProTeam Domina Vacanze. Von 2006 bis 2008 fuhr er für das deutsch-italienische Nachfolge-Team Milram und errang in seinem ersten dortigen Jahr einen Etappensieg bei der Mittelmeer-Rundfahrt. 2006 belegte er bei Paris–Nizza auf zwei Etappen im Massensprint jeweils den vierten Platz. 2006 startete er beim Giro d’Italia und im Jahr darauf bei der Vuelta a España.
Im Jahre 2008 wurde Rigotto bei der Tour Down Under disqualifiziert, nachdem er mit einem Kopfstoß den australischen Rennfahrer Mathew Hayman im Finalsprint zu Fall gebracht hatte. Hayman erlitt einen Schlüsselbeinbruch. Es war das erste Mal bei der Tour Down Under, dass ein Fahrer aus dem Rennen genommen wurde. 2009 beendete Elia Rigotto seine Radsport-Laufbahn.

## Erfolge
2004
- Trofeo Zssdi
- drei Etappen Giro delle Regioni
- Grand Prix Joseph Bruyère

2006
- eine Etappe Mittelmeer-Rundfahrt

2008
- Schaal Sels Merksem

## Teams
- 2005 Domina Vacanze
- 2006–2008 Team Milram
- 2009 Serramenti PVC Diquigiovanni (bis 31. August)